# بلال کیسا
بلال کیسا (انگلیسی: Bilal Kısa؛ زادهٔ ۲۲ ژوئن ۱۹۸۳) بازیکن فوتبال اهل ترکیه است.
از باشگاه‌هایی که در آن بازی کرده‌است می‌توان به باشگاه فوتبال آنکارا اسپور، باشگاه فوتبال گالاتاسرای، باشگاه فوتبال بلدیه‌اسپور آق‌حصار، باشگاه فوتبال آنکاراگوچو، باشگاه فوتبال کاردمیر قره‌بوک‌اسپور، باشگاه فوتبال فنرباغچه، و باشگاه ورزشی مالاتیااسپور اشاره کرد.
وی همچنین در تیم‌های ملی فوتبال زیر ۲۰ سال ترکیه، زیر ۲۱ سال ترکیه، Turkey A2 national football team، و ترکیه بازی کرده‌است.